# Notvärde
I notskrift anger en nots notvärde hur lång den spelade tonen skall vara. Längden uttrycks i taktslag, inte i absoluta tidsenheter, vilket innebär att noterna för ett stycke är desamma oavsett vilket tempo det spelas i. Det innebär också att det inte går att utläsa exakt hur lång tid en ton skall spelas enbart utifrån ett notvärde; för detta behövs även tempot, som bestämmer antalet taktslag per tidsenhet.

## Notskriftssymboler
De grundläggande symbolerna baseras på en återkommande halvering av notvärdet. Till symbolerna för de spelade tonerna kommer symboler för pauser, som bygger på samma halvering av notvärdet.

### Helnot
Helnoten är det längsta notvärdet som har en egen symbol. Denna består av ett ofyllt nothuvud utan skaft och kan därmed till formen närmast liknas vid en ring.
Den motsvarande pausen har samma värde, men samma symbol används också för att beteckna paus i en hel takt, oavsett taktens längd. Den skrivs som en fylld liggande rektangel vars övre sida ligger på en av notplanets linjer.

Helnot
Hel(nots)paus / heltaktspaus

### Halvnot
Halvnoten anger en hälften så lång tonlängd som helnotens. Halvnoten har ett ofyllt huvud liksom helnoten men har, till skillnad från denna, även ett skaft. Skaftets placering och riktning i förhållande till nothuvudet beror på notens placering i notplanet.
Den motsvarande pausen skrivs som en fylld liggande rektangel vars nedre sida ligger på en av notplanets linjer.

Halvnot
Halvnotspaus (halvpaus)

### Fjärdedelsnot
Fjärdedelsnoten är hälften så lång som halvnoten och fjärdedelen så lång som helnoten. Fjärdedelsnoten skrivs med fyllt huvud och skaft.

Fjärdedelsnoter med olika skaftriktning, samt fjärdedelspaus.

Fjärdedelen är en utveckling av mensuralnotationens semiminima.

### Åttondelsnot
Åttondelsnoten är återigen hälften så lång som fjärdedelsnoten. En ensam åttondelsnot skrivs med fyllt huvud, skaft och en flagga.
Åttondelsnoter i grupp kan även skrivas ihop med balkar. Paussymbolerna skrivs däremot aldrig ihop.

En åttondelsnot.
En åttondelspaus.
Två åttondelsnoter med balk.
Fyra åttondelsnoter med balk.

### Sextondelsnot etc
För kortare noter än åttondelar halveras notvärdena till sextondelsnot, trettiotvåondelsnot (ibland trettioandradelsnot), sextiofjärdedelsnot, etc. Det finns ingen teoretisk gräns för hur korta notvärden som kan skapas på detta vis, men i praktiken förekommer sextiofjärdedelsnoter och kortare endast sällan.
Symbolerna för både noter och pauser är desamma som för åttondelen, med ytterligare en flagga (eller balk) för varje halvering av notvärdet.

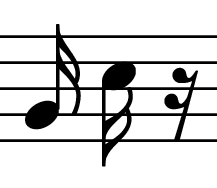
Sextondelsnoter och paus.
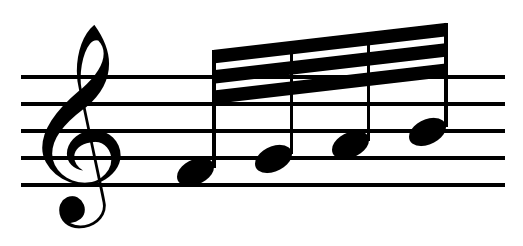
Fyra trettiotvåondelsnoter med balk.
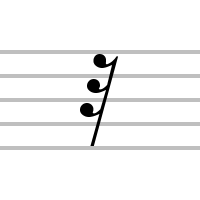
Trettiotvåondelspaus.
Sextiofjärdedelsnot.

### Punkteringar
Not- och paussymboler kan punkteras, dvs förses med en punkt till höger om symbolen. Detta förlänger notvärdet med halva symbolens värde. En punkterad halvnot motsvarar alltså tre fjärdedelsnoter.

Punkterad fjärdedelsnot.
Punkterad halvpaus.

## Tolkning gentemot taktart
Notvärdet anger tonens längd i antal taktslag. Exakt hur många taktslag respektive notvärde representerar är dock avhängigt av styckets taktart.
För ett stycke i 4/4-takt (den vanligaste taktarten i modern västerländsk musik) motsvarar ett taktslag en fjärdedelsnot, och varje takt har fyra slag. En helnot motsvarar i detta fall fyra taktslag, en halvnot två, och det går två åttondelsnoter på ett slag.
I ett stycke i 12/8-takt motsvarar varje taktslag en åttondel, med 12 slag i varje takt. En fjärdedelsnot blir då två taktslag och en helnot åtta; en punkterad helnot motsvarar en hel takt.
I ett stycke i 2/4-takt (som är vanlig i marschmusik) motsvarar ett taktslag en fjärdedelsnot liksom i 4/4-fallet, men det går bara två slag i varje takt. Helnoter, som skulle motsvara fyra slag, används därför inte i denna taktart.

## Notsymboler i löpande text
Unicode innehåller symboler för notvärden. Blocket Miscellaneous Symbols har symboler för fjärdelesnot (U+2669: ♩), åttondelsnoter med och utan balk (U+266B: ♫ resp U+266A: ♪) samt sextondelar med balkar (U+266C: ♬). 
En mer komplett musikalisk teckenuppsättning återfinns i blocket Musical Symbols.